# Walking to Paris
Pour plus de détails, voir Fiche technique et Distribution.
Walking to Paris est un film réalisé de 2015 à 2017 par Peter Greenaway. Il est consacré à un périple de dix-huit mois à travers l'Europe, du sculpteur Constantin Brâncuși, au début du XXe siècle. Le film n'est pas un documentaire, ni réellement un film biographique, mais une fiction imaginée par le réalisateur britannique à partir d’un fait réel dont on ne connaît quasiment aucun détail. La sortie en salle était initialement prévue en 2020[réf. nécessaire].

## Synopsis
Le film est consacré au périple d’un jeune artiste de 26/27 ans appelé à devenir célèbre, Constantin Brâncuși, voyageant à travers l'Europe. Il part de la Roumanie où il est né et où il a commencé à étudier les beaux-arts, jusqu’à Paris où il souhaite approfondir cette formation. Ce voyage est un fait réel, effectué à pied  sur 2 500 kilomètres, à travers l’Europe au début du XXe siècle. Il a duré 18 mois. Pour autant, le détail de cette aventure est resté inconnu. Peter Greenaway a construit une fiction cinématographique à partir de ce voyage, et imagine des péripéties comiques ou violentes, quelquefois sexuelles et quelquefois romantiques. La pérégrination ainsi reconstituée est également jalonnée d’édification de sculptures avec les matériaux trouvés chemin faisant,,
,
,.

## Fiche technique
- Titre français : Walking to Paris
- Réalisation et scénario : Peter Greenaway
- Costumes : Aase Helena Hansen et Caterina Pavan
- Photographie : Paolo Carnera, Fabio Paolucci et Reinier van Brummelen
- Musique : Marco Robino
- Production : Cinatura & Abis Studi. Emovies, Enjoy Movies, Cobra Film
- Production déléguée : Catherine Dussart
- Pays de production :  Italie,  Suisse,  France
- Format : couleur — 35 mm[réf. nécessaire]
- Genre : biographie, drame

## Distribution
- Emun Elliott : Constantin Brâncuși
- Carla Juri : Lucy
- Remo Girone (en) : fils de Brancusi
- Marcello Mazzarella : Auguste Rodin
- Anthony Souter : l'historien Jonathan Art

## Production

### Attribution des rôles
Le rôle de Brancusi est tenu par Emun Elliott.
Carla Juri joue le rôle de Lucy, une femme proche de l’artiste. « Je joue une femme qui accompagne Brancusi pendant sa marche entre la Roumanie et Paris, en 1903. Je le suis un certain temps puis je le laisse repartir et rester seul avec lui-même », explique-t-elle.

### Tournage
Les séquences hivernales ont été tournées en Suisse en 2015, et les scènes estivales en 2016 et 2017, en Suisse et en Italie,.

### Musique
- La bande son originale est de Marco Robino, Marco Gentile, et du quintette à cordes de l'Architorti de Turin, reprenant une collaboration déjà fournie avec le réalisateur (Rembrandt's J'accuse, Goltzius et la Compagnie du Pélican[4]...)